# Дайте Два
«Дайте Два» (також «Дайте2») — російський рок-гурт з жіночим вокалом, створений 2007 року.
За 9 років існування колектив виступав на фестивалях «Нашествие» (2009, 2010 рр.). «Рок над Волгой» (2009 р.). 1 січня 2010 року стали хедлайнерами нічного Новорічного Концерта на Двірцевій площі Санкт-Петербурга. Також було видано 3 студійні альбоми, 2 міні-альбоми та 7 синглів.

## Склад

### Теперішній склад
- Людмила (Теща) Махова
- Михайло (Опорник) Соловйов
- Олександр (Фельдшер) Максимов
- Сергій (Нел) Донсков

### Колишні_учасники
- Андрій (Льотчик) Меметов — гітара (2008—2010)
- Сергій Жиленков — гітара (2015)
- Ірина «Rishafox» Львова — віолончель, бек-вокал
- Олексій (Пумба) Пахар — гітара

## Дискографія

### Студійні альбоми
- «Нефть»[1] — 2006 (Тёща Махова)
- «Дайте2» — 2007
- «360» — март 2011[2]
- «Разряды» — 2013

### EP
- «ИПИ!» — 2008
- «Особенная уличная магия» — 2015
- «Против всего» — 2017

### Сингли
- «Джекилл и Хайд» — 2012
- «Вуду» — 2012
- «Sorry» — 2012
- «Игры» — 2013
- «По нерезиновой» — 2015
- «Одиссея» — 2016
- «Веселиться» — 2017
- «Бокс» (разом з Ігорем Лобановим) — 2018
- «Коко Шанель» — 2019

### Відеокліпи
- «Vis pacem» — 2010
- «Пята масть» (feat. FPG) — 2011
- «Джекилл и Хайд» — 2013
- «Север» — 2014
- «Свитер с оленями» — 2015
- «По нерезиновой» — 2016
- «Веселиться» — 2017
- «Бокс» — 2018
- «Коко Шанель» — 2019

### Преса
- Дайте Два. С детства хотели играть именно такую музыку
- Людмила МАХОВА: «DАЙТЕ2» — любимая группа Константина Кинчева
- Илья Зинин. Дайте2 – «360». rollingstone.ru. Архів оригіналу за 26 травня 2012. Процитовано 15 липня 2011.
- Денис Ступников. (23.05.2011). «Dайте2»: «Мы стали чуть мягче, но чуть качовее». KMnews. Процитовано 15 липня 2011.
- Александр Алексеев. Станиславский в ритмах рэпа // Российская газета. — 2011. — № 5449 (73).